# Eberhard König (Kunsthistoriker)
Roland Friedrich Werner Eberhard König (* 17. Juni 1947 in Grebenstein bei Kassel) ist ein deutscher Kunsthistoriker.

## Leben
König studierte von 1966 bis 1973 Kunstgeschichte, Klassische Archäologie, Geschichte und ägyptische Kunstgeschichte in Bonn, Tübingen, Paris und Oxford. Im Jahr 1975 wurde er in Bonn mit einer Dissertation zur französischen Buchmalerei um 1450 promoviert. In den Jahren von 1976 bis 1981 war er wissenschaftlicher Assistent von Reiner Haussherr an der Universität Kiel und später in Berlin, wo er sich im Jahr 1983 mit einer unveröffentlichten Arbeit zur „Gestaltung und Illuminierung der frühesten Drucke der lateinischen Bibel“ habilitierte. Von 1986 bis 2012 war er Professor für Kunstgeschichte der Gotik und Renaissance an der Freien Universität Berlin.
Seine Forschungsschwerpunkte sind die  Buchmalerei der Spätgotik und der Renaissance.
Im Jahr 1999 erhielt er den Prix Eugène Carrière der Académie française für das Buch über die „Très Belles Heures de Notre-Dame“. Im Jahr 2009 wurde er zum Chevalier dans l’Ordre des Arts et des Lettres ernannt.

## Schriften (Auswahl)
- Französische Buchmalerei um 1450: Der Jouvenel-Maler, der Maler des Genfer Boccaccio und die Anfänge Jean Fouquets. Berlin 1982. (RU Bonn, Dissertation 1975). ISBN 3-7861-1311-4.
- Les Heures de Marguerite d’Orléans, Reproduction intégrale du calendrier et des images du manuscrit latin 1156B de la Bibliothèque Nationale, übersetzt von François Boespflug, Paris 1991. ISBN 9782204042635.
- Das Wiener Buch vom liebentbrannten Herzen und der Maler Barthélemy d‘Eyck, Graz 1996. ISBN 3-201-01651-9.
- Die Très Belles Heures von Jean de France Duc de Berry: Ein Meisterwerk an der Schwelle der Neuzeit, München/Luzern 1998. ISBN 978-3-85672-068-1.
- mit Beiträgen von Fedja Anzelewsky, Bodo Brinkmann und Frauke Steenbock: Das Berliner Stundenbuch der Maria von Burgund und Kaiser Maximilians- Lachen a. Zürichsee 1998. ISBN 978-3-906597-03-4.
- mit Gabriele Bartz: Das Stundenbuch. Die Gattung in Handschriften der Vaticana, Stuttgart/Zürich 1998. ISBN 3-7630-5733-1.
- Die Grandes Heures de Rohan. Eine Hilfe zum Verständnis des Manuscrit latin 9471 der Bibliothèque nationale de France. Simbach am Inn, 2006. ISBN 978-3-9810655-2-7.
- Die Bedford Hours – Stuttgart/London 2007. ISBN 3-8062-2089-1.
- The Bedford Hours: The making of a Medieval Masterpiece. London: The British Library. ISBN 9780712349789.
- Von wundersamen Begebenheiten. Defensorium inviolatae virginitatis beatae Mariae von Franz von Retz. National Library of Ireland, Ms 32,513. Simbach 2007.
- Das Genie der Zeichnung. Ein unbekanntes Manuskript mit 30 großen Darstellungen von einem der Brüder Limburg. Bibermühle 2016. ISBN 3-906069-19-2.
- Die Berliner Gutenbergbibel. wbg Edition, Darmstadt 2018. ISBN 978-3-534-26998-3.